# モンペーオ
モンペーオ（伊: Mompeo）は、イタリア共和国ラツィオ州リエーティ県にある、人口約520人の基礎自治体（コムーネ）。

## 地理

### 位置・広がり
リエーティ県のコムーネ。県都リエーティから南南西へ20kmの距離にある。

#### 隣接コムーネ
隣接するコムーネは以下の通り。
- カザプロータ
- カステルヌオーヴォ・ディ・ファルファ
- モンテ・サン・ジョヴァンニ・イン・サビーナ
- モンテネーロ・サビーノ
- ポッジョ・ナティーヴォ
- サリザーノ

### 気候分類・地震分類
モンペーオにおけるイタリアの気候分類 (it) および度日は、zona E, 2196 GGである。
また、イタリアの地震リスク階級 (it) では、zona 2B (sismicità media) に分類される。

## 行政

### 分離集落
モンペーオには、以下の分離集落（フラツィオーネ）がある。
- Lavandara (Vocabolo Voltafonte), Madonna del Mattone, Vocabolo Collericcio